# La Loma de San Mateo
La Loma de San Mateo är en ort i kommunen Temascalcingo i delstaten Mexiko i Mexiko. Samhället hade 673 invånare vid folkräkningen 2020.